# Nathalie Jamet
Nathalie Jamet (1966) è un'ex sciatrice alpina francese.

## Biografia
Specialista delle prove tecniche, la Jamet debuttò in campo internazionale in occasione dei Mondiali juniores di Sestriere 1983 e gareggiò prevalentemente in Coppa Europa, dove fu 5ª nella classifica di slalom speciale nella stagione 1988-1989. Non prese parte a rassegne olimpiche o iridate né ottenne piazzamenti in Coppa del Mondo.